# Borough of Runnymede
Borough of Runnymede är ett distrikt (motsvarande kommun) i grevskapet Surrey i England, Storbritannien. Distriktet har 88 524 invånare (2022). Större orter är Addlestone, Chertsey och Egham. 

## Historia
På ängen Runnymede hölls det möte där Magna Charta signerades år 1215.